# Чхеидзе, Кедир Сулейманович
Кедир Сулейманович Чхеидзе (1910 год, село Кеда, Батумская область, Российская империя — 1977 год, Грузинская ССР) — заведующий отделом сельского хозяйства Кедского района Аджарской ССР, Грузинская ССР. Герой Социалистического Труда (1949).

## Биография
Родился в 1910 году в крестьянской семье в селе Кеда Батумской области. Окончил местную начальную школу и позднее — Кварельский лесной техникум. С 1930 года — агроном в Хулойском районе Аджарской АССР. С 1931 году обучался в Тифлисском сельскохозяйственном институте, по окончании которого продолжил трудиться агрономом в Хулойском районе. С 1943 года — учитель биологии и химии в посёлке Кеда.
В 1946 году назначен заведующим отдела сельского хозяйства Кедского района. Занимался развитием сельского хозяйства в этом районе. Благодаря его организаторской деятельности сельскохозяйственные предприятия Кедского района значительно повысили свою производительность труда, в результате чего повысился урожай сельскохозяйственных культур. В 1948 году урожайность табачного листа в целом по району превысила плановый сбор на 26,5 %. Указом Президиума Верховного Совета СССР от 3 мая 1949 года удостоен звания Героя Социалистического Труда за «получение высоких урожаев кукурузы и табака в 1948 году» с вручением ордена Ленина и золотой медали «Серп и Молот».
Этим же Указом звание Героя Социалистического Труда получили первый секретарь Кедского райкома партии Окропир Никифорович Беридзе, председатель райисполкома Хусейн Мемедович Мегрелидзе, главный районный агроном Тамара Михайловна Сихарулидзе и пять тружеников из колхозов имени Ворошилова и Кирова Кедского района (Али Кедемович Сапаридзе, Мамуд Сулейманович Лорткипанидзе, Харун Сулейманович Шиладзе, Шукри Мухамедович Джакелидзе, Мухамед Османович Ардзенадзе).
С 1952 года — заведующий сельскохозяйственным отделом Шуахетского района Аджарской АССР. В последующие годы: заведующий сельскохозяйственным отделом Кобулетского района (1963—1968), с 1968 года — заведующий сельскохозяйственным отделом Шуахетского района.
Позднее возглавлял один из совхозов Аджарской АССР до своей кончины в 1977 году.
Награды
- Герой Социалистического Труда
- Орден Ленина
- Орден Трудового Красного Знамени (02.04.1966)